# Rue Duris
Pour les articles homonymes, voir Duris.
La rue Duris est une voie du 20e arrondissement de Paris, en France.

## Situation et accès
C'est une voie publique située dans le 20e arrondissement de Paris. Elle débute au 37, rue des Amandiers et se termine au 34, rue des Panoyaux.
Sur la photo ci-contre, le quartier et la rue entièrement reconstruit.

## Origine du nom

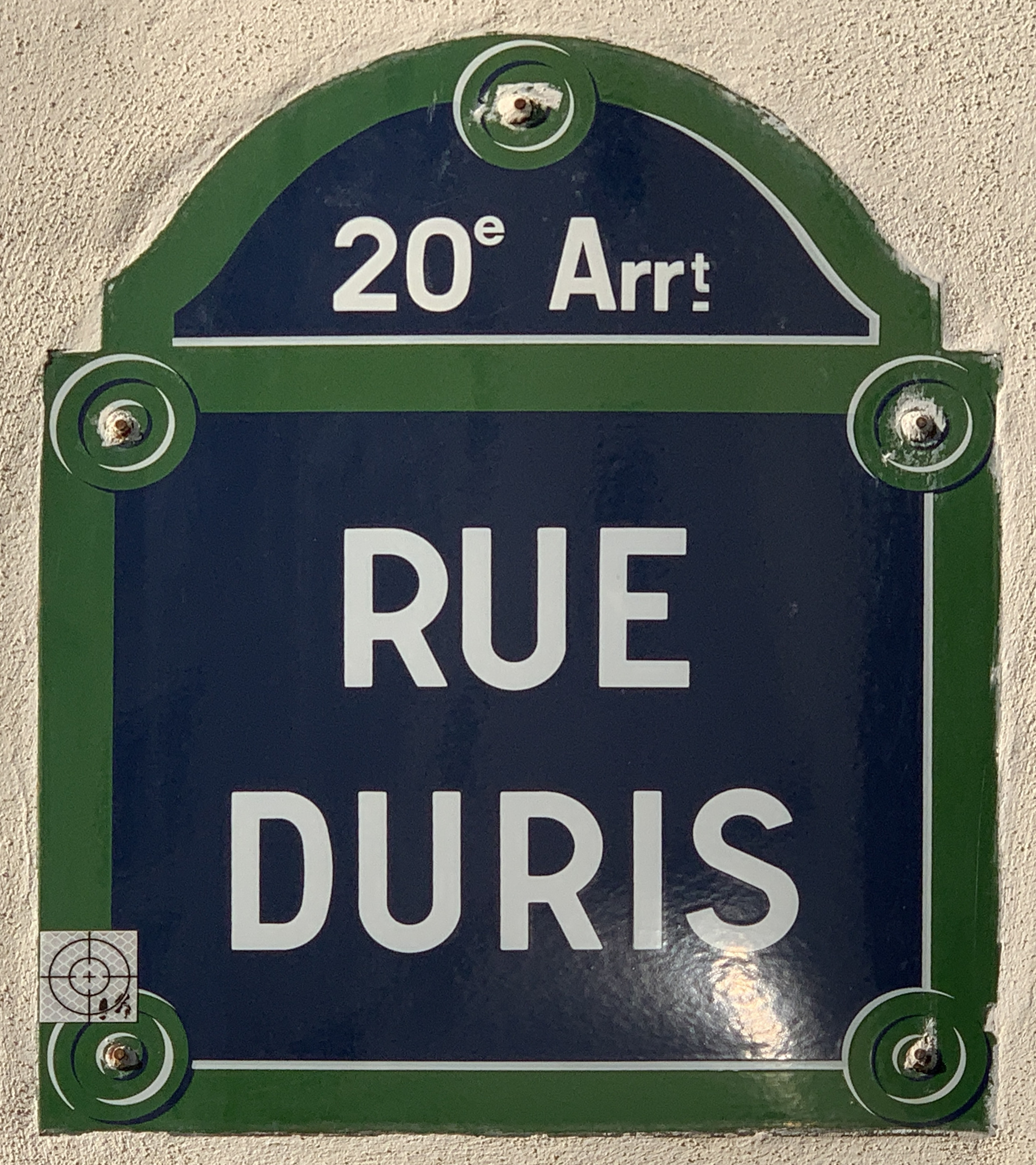
Plaque de la rue.

La rue tirerait son nom de celui d'un ancien propriétaire local.

## Historique
Cette voie de l'ancienne commune de Belleville est ouverte sous sa dénomination actuelle entre les rues des Amandiers et des Cendriers en 1832, alignée en 1837, avant d'être classée dans la voirie parisienne par un décret du 23 mai 1863.
Prolongée entre les rues des Cendriers et des Panoyaux sous le nom provisoire de « voie DB/20 », cette partie prend le nom de « rue Duris » par un arrêté municipal du 21 décembre 1988.

## Bâtiments remarquables et lieux de mémoire
- L'atelier Jacobacci, installé au no 7 de la rue, était une entreprise familiale française de lutherie artisanale fondée en 1924, composée de deux frères associés, André et Roger, qui fabriquait des guitares et des banjos réputés. Elle a cessé son activité en 1994.
- Au No 26 : un petit deux-pièces, habité par la famille de Rachel Jedinak, née Psankiewicz. Le 15 juillet 1942, alors que la rumeur d'une prochaine rafle antisémite enfle, sa mère cache ses deux filles à proximité, au 15 rue de Tlemcen, chez leurs grands-parents. Après avoir été dénoncées par la concierge de l'immeuble, la police passe et elles doivent retourner rue Duris. La famille est escortée jusqu'au centre de regroupement de Juifs installé à La Bellevilloise. Les deux jeunes filles échappent à la surveillance et parviennent à s'enfuir par une issue de secours, les policiers en faction ayant opportunément détourné leur regard[3].